# Idiostrangalia hakonensis
Idiostrangalia hakonensis là một loài bọ cánh cứng trong họ Cerambycidae.